# Układ nieliniowy
Układ nieliniowy – w teorii sterowania układ, który nie zachowuje własności układu liniowego.

## Wstęp
W rzeczywistości fizycznej wszystkie układy są nieliniowe, gdyż postulat liniowości wiąże się z niezwykle ostrymi warunkami, w szczególności z wymaganiem, aby żadna ze zmiennych układu nie podlegała jakimkolwiek ograniczeniom. Tym niemniej powszechnie w praktyce wykorzystuje się modele układów liniowych, które mają charakter abstrakcyjny, matematyczny, ale są łatwe w analizie i wykonywaniu obliczeń. Jako liniowe traktuje się więc układy nieliniowe, które mają przynajmniej pewien zakres wartości zmiennych, dla których model liniowy nie odbiega znacząco od faktycznie nieliniowego układu fizycznego.
Opis układu nieliniowego (np. równania) można dość łatwo rozpoznać, gdyż w mogą w nim występować operacje nieliniowe na zmiennych układu (na przykład iloczyny lub potęgi zmiennych), a parametry układu (czyli współczynniki równań) mogą zależeć od zmiennych.
Za najbardziej ogólną postać opisu układów dynamicznych nieliniowych można uznać równania różniczkowe (równania stanu). W przypadku układu o parametrach skupionych można określić {\displaystyle n}-wymiarowy wektor stanu {\displaystyle \mathbf {x} ,} {\displaystyle r}-wymiarowy wektor wejścia {\displaystyle \mathbf {u} } i {\displaystyle m}-wymiarowy wektor wyjść {\displaystyle \mathbf {y} ,} podobnie jak w przypadku układu liniowego. Równanie stanu takiego układu można zapisać jako:
{\displaystyle {\dot {\mathbf {x} }}=\mathbf {f} (\mathbf {x} ,\mathbf {u} ),}
a równanie wyjścia jako
{\displaystyle \mathbf {y} =\mathbf {g} (\mathbf {x} ,\mathbf {u} ).}
Funkcje wektorowe {\displaystyle \mathbf {f} } i {\displaystyle \mathbf {g} } należy rozumieć jako wektory odpowiednio {\displaystyle n{\text{-}}} i {\displaystyle m}-wymiarowe, których składowe są funkcjami argumentów wektorowych {\displaystyle \mathbf {x} } i {\displaystyle \mathbf {u} .} Funkcje {\displaystyle \mathbf {f} } i {\displaystyle \mathbf {g} } są jednak nieliniowe, co powoduje, że nie można stosować dla nich dogodnych wyrażeń macierzowych.
Dla układu nieliniowego rozwiązanie równań stanu, jeśli to rozwiązanie można uzyskać, ma postać tzw. trajektorii stanu układu.
Nie istnieje ogólna analityczna metoda rozwiązywania układów nieliniowych (i to jest podstawowa trudność ich analizy). Nie można również stosować aparatu pojęciowego związanego z przekształceniem Laplace’a, a więc transmitancji, charakterystyk czasowych i częstotliwościowych. Nie istnieją wartości własne. Istnieją natomiast pewne metody analityczne rozwiązywania niektórych typów równań nieliniowych. Rzadko jednak w praktyce spotyka się nieliniowości prowadzące do klasycznych typów równań nieliniowych.
Szczególną klasę układów nieliniowych stanowią układy dynamiczne nieliniowe z nieliniowością statyki – to znaczy takie, w których można wyodrębnić część statyczną układu opisywaną modelem nieliniowym, natomiast część dynamiczną można opisać za pomocą modelu liniowego.
Układy nieliniowe można również linearyzować – badając układ nieliniowy przy założeniu małych odchyleń od pewnego punktu pracy układu (np. jego stanu równowagi) można rozwinąć funkcje nieliniowe w szereg Taylora, pominąć wyrazy wyższych rzędów i otrzymać w ten sposób równania przybliżone liniowe. Nie każdy jednak układ nieliniowy można poddać linearyzacji. Może się także okazać, że nie istnieje stan równowagi, wokół którego można by dokonać rozsądnej linearyzacji. Natomiast szczególnie podatne dla idei linearyzacji są układy z nieliniowością części statycznej.
W przypadku, gdy nie można zastosować podstawowych metod (np. metody funkcji opisującej) i jeśli układ jest silnie nieliniowy, lecz rząd układu nie jest wysoki, to najlepszą metodą jest badanie trajektorii stanu, a zwłaszcza trajektorii fazowych. Jest to często metoda dość żmudna, jednak daje wyniki całkowicie jednoznaczne. Metoda ta ma szczególnie cenne zastosowanie do analizy układów nieliniowych, których nie można w żaden sposób linearyzować, w szczególności do układów przekaźnikowych, łącznie z przypadkiem występowania histerezy. W najbardziej złożonych przypadkach nie stosuje się metod analitycznych, lecz symulację komputerową.

## Własności systemów nieliniowych
Niektóre z własności dynamicznych układów nieliniowych to:
- brak zachowania zasady superpozycji (liniowości i homogeniczności),
- możliwość posiadania wielokrotne izolowanych punktów równowagi,
- możliwość wykazywania takich własności jak cykle graniczne, bifurkacje i chaos,
- możliwość nieistnienia rozwiązania układów nieliniowych dla wszystkich chwil czasu.

## Wybrane metody analizy i projektowania układów nieliniowych
Istnieje kilka ugruntowanych metod analizy układów nieliniowych ze sprzężeniem zwrotnym:
- metoda funkcji opisującej,
- metoda płaszczyzny fazowej,
- analiza stabilności Lapunowa,
- metoda perturbacji osobliwej,
- kryterium Popowa (kryterium okręgu),
- twierdzenie o różnorodności centrum (ang. center manifold theorem),
- twierdzenie o małym wzmocnieniu,
- analiza pasywności.

Istnieją także metody projektowania układów nieliniowych. Można je podzielić na takie, które:
- starają się traktować układ jako układ liniowy w ograniczonym zakresie pracy i wykorzystują dobrze znane metody projektowania układów liniowych dla każdego z zakresów; należy do nich harmonogramowanie wzmocnienia,
- starają się wprowadzić dodatkowe nieliniowe sprzężenie zwrotne w taki sposób, by można układ potraktować jako liniowy w celu zaprojektowania sterowania; należy do nich tzw. linearyzacja sprzężenia zwrotnego,
- oparte są na teorii Lapunowa:
  - przeprojektowanie Lapunowa,
  - tłumienie nieliniowe,
  - metoda cofania (ang. backstepping) – zob. też algorytm całkowania wstecznego,
  - sterowanie ślizgowe.

## Rys historyczny
Paradygmat klasycznej teorii sterowania bardzo pasował do problemów projektowania układów regulacji w czasie II wojny światowej (i bezpośrednio po jej zakończeniu). Podejście oparte na metodach dziedziny częstotliwości było odpowiednie przy projektowaniu stacjonarnych układów liniowych, szczególnie wówczas, gdy zajmowano się układami o pojedynczym wejściu i wyjściu. Ponadto metody graficzne były niedogodne głównie przy zastosowaniu do układów o wielu wejściach i wyjściach.
Klasyczne metody projektowania stosowano co prawda czasami z powodzeniem do układów nieliniowych. Korzystając z własności odrzucania szumu w metodach częstotliwościowych, można tak zaprojektować układ regulacji, że staje się on odporny na zmiany różnych parametrów układu oraz błędy pomiarów i zewnętrznych zakłóceń. Klasyczne metody można więc stosować przy pracy ze zlinearylizowanymi modelami układów nieliniowych, osiągając dobre wyniki w punktach równowagi, wokół których zachowanie systemu jest w pewnym przybliżeniu liniowe.
Techniki częstotliwościowe mogą być również używane dla układów z typowymi nieliniowościami, gdy zastosuje się podejście oparte na funkcji opisującej, która wykorzystuje kryterium Nyquista. Technika ta była po raz pierwszy użyta przed II wojną światową przez polskiego naukowca Janusza Groszkowskiego przy projektowaniu nadajnika radiowego. Po wojnie, w 1964 roku metodę tę sformalizował Jacek Kudrewicz.
Niestety projektowanie zaawansowanych nieliniowych układów regulacji, takich jakie występują na przykład w zastosowaniach lotniczych, z wykorzystaniem założenia o liniowości oraz przy traktowaniu jednowymiarowych wejść i wyjść transmitancji z osobna i po kolei, nie jest możliwe.
W Związku Radzieckim, wykonano sporo prac z zakresu nieliniowych układów regulacji. Idąc drogą, którą utorował Aleksandr Michajłowicz Lapunow, uwaga radzieckich uczonych skupiła się na metodach z dziedziny czasu. W 1948 roku Ivachenko badał zasadę sterowania przekaźnikowego, w którym sygnał sterujący przełączany jest w sposób nieciągły pomiędzy dyskretnymi wartościami. W 1955 roku Yakov Zalmanovitch Tsypkin projektował nieliniowe układy regulacji na płaszczyźnie fazowej. W 1961 roku Vasile Mihai Popov podał kryterium okręgu (ang. circle criterion) stosowane w analizie układów nieliniowych.
W latach 60. XX wieku w Stanach Zjednoczonych, George Zames (1966), Irwin W. Sandberg (1964), Kumpati S. Narendra (Narendra & Goldwyn 1964), Charles A. Desoer (1965) i inni rozwinęli prace Vasile M. Popowa i Aleksandra Lapunowa na stabilność układów nieliniowych. Wyniki ich prac znalazły rozległe zastosowania w badaniu zniekształceń nieliniowych w systemach ze sprzężeniem zwrotnym i ograniczonym pasmem.